# SYMPHONY ORCHESTRA CONCERT "cELEBRATION 2005" 〜Heart Beat〜
『SYMPHONY ORCHESTRA CONCERT "cELEBRATION 2005" 〜Heart Beat〜』（シンフォニー・オーケストラ・コンサート "セレブレイション 2005" ハート・ビート）は槇原敬之3作目のライブ・アルバムと9作目の映像作品。2006年3月15日、東芝EMIから発売。

## 概要
2005年、デビュー15周年を記念して開催されたオーケストラ・コンサート「MAKIHARA NORIYUKI SYMPHONY ORCHESTRA CONCERT "cELEBRATION 2005" 〜Heart Beat〜」、10月20日～11月11日まで東京・大阪・名古屋・広島の4カ所8公演で開催されたツアーの最終日・日本武道館での模様を収録。CD・DVDともに2枚組仕様になっており、DVDの方は1部をディスク1、2部からアンコールまでをディスク2に収録している。
CDは豪華ブックレット仕様になっており、ライブにまつわる槇原自身によるインタビューを収録したCD-EXTRA仕様になっている。また、DVDは、ディスク1・2ともに計約60分におよぶ特典映像が収録されており、コンサートの企画からリハーサル、終演までの映像がドキュメンタリーとして視聴できる。
初回プレス分にのみ、CD・DVDともに購入すると、W購入特典として"cELEBRATIONエプロン"が1000名に当たる応募券が封入されていた。

## CD収録曲

### Disc.1
1. OVERTURE 2005
2. The Future Attraction
3. 君が教えてくれるもの
4. 今年の冬
5. Star Ferry
6. 桃
7. 世界に一つだけの花
8. ANSWER
9. 君は僕の宝物
10. 彗星
11. 優しい歌が歌えない
12. SPY
13. どうしようもない僕に天使が降りてきた

### Disc.2
1. LOVE LETTER
2. HAPPY DANCE
3. I ask.
4. 花火の夜
5. Home Sweet Home
6. 明けない夜が来ることはない
7. 太陽
8. 僕が一番欲しかったもの
9. ココロノコンパス
10. 見上げてごらん夜の星を
11. どんなときも。
12. 天国と地獄へのエレベーター

## DVD収録曲

### Disc.1
本編
1. OVERTURE 2005
2. The Future Attraction
3. 君が教えてくれるもの
4. 今年の冬
5. Star Ferry
6. 桃
7. 世界に一つだけの花
8. ANSWER
9. 君は僕の宝物

SPECIAL
1. BAND REHEARSAL
2. CHORUS REHEARSAL
3. ALL CAST REHEARSAL
4. cELEBRATION 2005 TOUR
5. cELEBRATION Act 1. 終了後休憩中

### Disc.2
本編
1. 彗星
2. 優しい歌が歌えない
3. SPY
4. どうしようもない僕に天使が降りてきた
5. LOVE LETTER
6. HAPPY DANCE
7. I ask.
8. 花火の夜
9. Home Sweet Home
10. 明けない夜が来ることはない
11. 太陽
12. 僕が一番欲しかったもの
13. ココロノコンパス

アンコール
1. 見上げてごらん夜の星を
2. どんなときも。
3. 天国と地獄へのエレベーター

SPECIAL
1. 終演後楽屋風景